# Sally Dynevor
Sally Jane Dynevor MBE (geboren 30. Mai 1963 in Middleton als Sally Whittaker) ist eine britische Schauspielerin, die für ihre Rolle als Sally Webster in der ITV-Seifenoper Coronation Street bekannt ist.

## Leben
Dynevor wurde 1963 in Middleton, Lancashire, als Tochter von Robert und Jennifer Whittaker geboren. Schon als sie klein war, interessierte sie sich für die bildenden Künste. Sie lernte am Oldham Repertory Theatre und später an der Mountview Academy of Theatre Arts. Ihre erste Begegnung mit der Schauspielerei im Fernsehen hatte Dynevor 1985, als sie in einer Folge von Juliet Bravo als Wendy Cunningham auftrat. Seit 1986 spielt sie die Rolle der Sally Webster in der ITV-Seifenoper Coronation Street. Im Jahr 2011 wurde sie für Best TV Soap Personality bei den Television and Radio Industries Club Awards nominiert.
1995 heiratete Dynevor den Drehbuchautor Tim Dynevor in Trafford, wo ihre drei gemeinsamen Kinder zur Welt kamen. Ihre Tochter Phoebe ist ebenfalls Schauspielerin.
Im November 2009 wurde bei ihr Brustkrebs diagnostiziert. Im Sommer 2010 kehrte sie ans Set zurück.